# Cookie (kakadu)

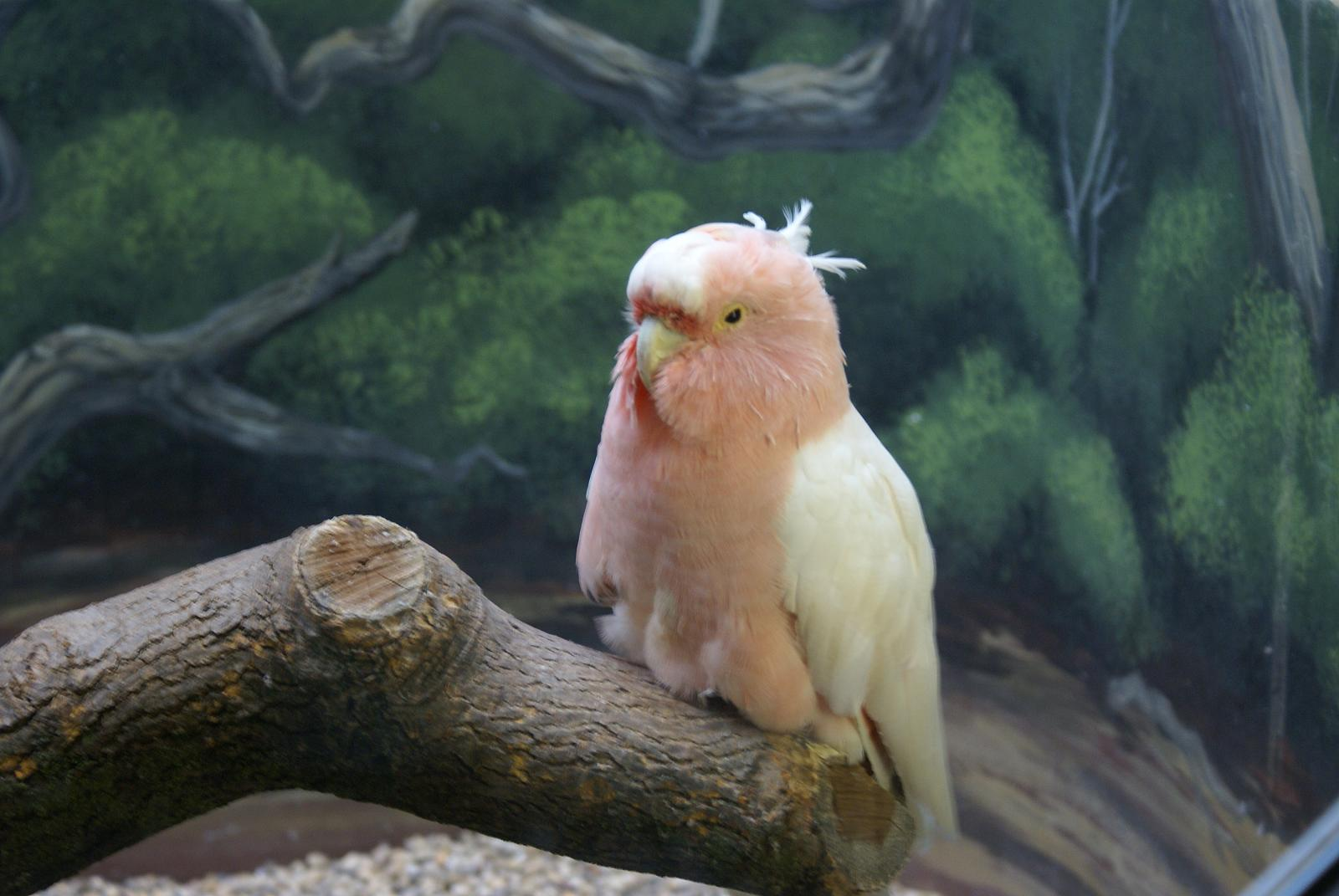
Cookie w 2008

Cookie (30 czerwca 1933 – 27 sierpnia 2016) – samiec kakadu ognistoczubej (Cacatua leadbeateri) żyjący w Brookfield Zoo nieopodal Chicago w stanie Illinois. Uważany jest za najdłużej żyjącego przedstawiciela swojego gatunku, który znacznie przekroczył oczekiwaną długość życia dla tych papug.
Był jednym z najdłużej żyjących ptaków w ogóle, w 2016 wpisany został do Księgi Rekordów Guinnessa jako najstarsza żyjąca papuga. Drugim najstarszym przedstawicielem kakadu ognistoczubej okazała się 31-letnia (w 2009) samica z Paradise Wildlife Sanctuary w Anglii. Według informacji World Parrot Trust przeciętnie te papugi w niewoli żyją 40–60 lat.

## Życiorys
Cookie był swego czasu najstarszym zwierzęciem w Brookfield Zoo i ostatnim zwierzęciem, które znajdowało się w zoo jeszcze w momencie jego otwarcia w 1934. W maju tamtego roku przybył do Brookfield Zooo z Taronga Zoo (Sydney, Nowa Południowa Walia); wówczas oceniono jego wiek na 1 rok.
W 2007 u Cookiego zdiagnozowano chorobę zwyrodnieniową stawów oraz osteoporozę i zastosowano odpowiednie leczenie; są to normalne schorzenia nie tylko u starzejących się ludzi, ale i innych zwierząt. Możliwe, że osteoporoza wykształciła się wskutek niewłaściwej diety, bowiem przez pierwsze 40 lat życia Cookie karmiony był wyłącznie ziarnem, jako że wtedy nie znano jeszcze dokładnie wymagań żywieniowych tych ptaków.
Cookie nie był eksponowany dla zwiedzających od 2009; wcześniej przez kilka miesięcy wystawiano go tylko w weekendy. Przeniesiono go do mieszczącego się za Bird and Reptile House biura pracowników celem poprawienia jego stanu zdrowia; po usunięciu Cookie ze stałej ekspozycji poprawił mu się apetyt, zachowanie, do tego pracownicy zauważyli mniej oznak stresu. Wystawiany był jedynie na wyjątkowe okazje, takie jak własne urodziny w czerwcu. W 2013 stan zdrowia Cookie oceniono na dobry jak na swój wiek. Nauczył się jednego słowa – własnego imienia, które powtarzał, gdy chciał zwrócić na siebie uwagę. Cieszył się szczególnym zainteresowaniem; otrzymywał maile od swoich fanów, a niektórzy odwiedzający przynosili mu małe zabawki.
Cookie został uśpiony 27 sierpnia 2016 w wieku 83 lat po tym, jak jego stan zdrowia gwałtownie się pogorszył. Władze zoo zaplanowały postawienie mu memoriału. Rozważano również, co zrobić ze szczątkami Cookie; większość zwierząt z zoo po ich śmierci zakopywano lub spalano, ale w wyjątkowych przypadkach zachowywano je jako okazy muzealne.